# Vladimir Bure
Vladimir Valerjevitj Bure (ryska: Владимир Валерьевич Буре), född 4 december 1950 i Norilsk, Krasnojarsk kraj, död 3 september 2024 i Miami, Florida, var en rysk tävlingssimmare som tävlade för Sovjetunionen under sin aktiva karriär.

## Karriär
Vladimir Bure tävlade för Sovjetunionen i frisim under tre olympiska sommarspel; 1968, 1972 och 1976.
Under de Olympiska sommarspelen 1968 i Mexico City var Bure, 17 år gammal, med och simmade hem en bronsmedalj på lagkappen över 4x200 meter frisim. Under de Olympiska sommarspelen 1972 i München var han med i det sovjetiska laget som upprepade bronsmedaljen på 4x200 meter frisim och som dessutom vann en silvermedalj på 4x100 meter frisim. Under OS 1972 vann Bure även sin enda individuella OS-medalj då han simmade in som tredje man på 100 meter frisim bakom amerikanerna Mark Spitz och Jerry Heidenreich. 
Vladimir Bure är far till de före detta ishockeyspelarna Pavel och Valerij Bure. Efter simmarkarriären har han arbetat som fystränare, först i Sovjetunionen och därefter i Nordamerika som personlig tränare till Pavel Bure och senare även för NHL-laget New Jersey Devils.